# Sambor Czarnota
Sambor Czarnota (ur. 16 marca 1977 w Częstochowie) – polski aktor teatralny, filmowy i telewizyjny.

## Życiorys

### Wczesne lata
Urodził się i dorastał w Częstochowie. Jego matka jest historykiem, a ojciec wykładowcą akademickim. Jego brat Marcin i siostra Dobrochna zostali prawnikami. Podczas nauki w częstochowskiej Szkole Podstawowej nr 40 im. Stefana Żeromskiego, uczęszczał do Szkoły Muzycznej I stopnia w klasie fortepianu. Następnie uczył się w klasie o profilu biologiczno-chemicznym w II LO im. Romualda Traugutta, gdzie zdał maturę. W hali sportowo-widowiskowej „Polonia” grał w koszykówkę – najpierw w Skrze Częstochowa, potem w Iskrze Częstochowa. W liceum marzył, by zostać zawodowym koszykarzem. 
W 2000 ukończył studia na Wydziale Aktorskim Państwowej Wyższej Szkoły Filmowej, Telewizyjnej i Teatralnej im. Leona Schillera w Łodzi.

### Kariera teatralna
W 2001 zadebiutował w roli Wolfganga Amadeusa Mozarta w sztuce Petera Shaffera Amadeusz w reżyserii Waldemara Zawodzińskiego na scenie Teatru Jaracza w Łodzi, z którym związał się na stałe i odnosił sukcesy. Pojawił się w tragedii szekspirowskiej Romeo i Julia (2001) w reż. Waldemara Zawodzińskiego jako Romeo i Parys, Tango, tango Janiny Niesobskiej (2002) i Opowieści Lasku Wiedeńskiego Ödöna von Horvátha (2003) w reż. Jacka Orłowskiego jako Erich. Za rolę Mężczyzny Młodszego kreującego aż pięć postaci - beniaminka korporacji, dilera narkotyków słuchającego hip-hopu i wychowanka domu dziecka – w przedstawieniu Krzysztofa Bizia Toksyny w reż. Wiesława Saniewskiego odebrał nagrodę na III Ogólnopolskim Festiwalu Dramaturgii Współczesnej „Rzeczywistość przedstawiona” w Zabrzu (2003), nagrodę Zarządu Sekcji Teatrów Dramatycznych ZASP-u w X Ogólnopolskim Konkursie na wystawienie polskiej sztuki współczesnej w Warszawie (2004) i wyróżnienie na XXXIX Ogólnopolskim Przeglądzie Teatrów Małych Form „Kontrapunkt” w Szczecinie (2004). Został też laureatem nagrody marszałka województwa łódzkiego za sezon 2003/2004.
W latach 2003–2005 współpracował z warszawskim teatrem „Scena Prezentacje”, gdzie wystąpił w produkcjach: Cravate Club Fabrice’a Rogera-Lacana w reż. Romualda Szejda w roli Adriena, Czas odnaleziony Marcela Prousta w reż. Andrzeja Domalika jako Morel, Harcerki Jeana-Marie Chevret w reż. Romualda Szejda jako Guillaume Fortin i Kuchnia i uzależnienia Jean-Pierre’a Bacri i Agnès Jaoui w reż. Romualda Szejda w roli Freda. W latach 2006–2007 ponownie zagrał Wolfganga Amadeusa Mozarta w sztuce Petera Shaffera Amadeusz w reż. Jana Machulskiego w Teatrze Muzycznym w Lublinie. W 2008 otrzymał nagrodę aktorską za kreację Łarika w spektaklu Osaczeni Władimira Zujewa  w reż. Małgorzaty Bogajewskiej w łódzkim Teatrze Jaracza na VIII Ogólnopolskim Festiwalu Dramaturgii Współczesnej „Rzeczywistość przedstawiona” w Zabrzu. W 2009 został uhonorowany Nagrodą Marszałka Województwa Łódzkiego.
W 2012 w Teatrze Syrena został obsadzony w roli Janusza w widowisku Trójka do potęgi Grzegorza Miecugowa w reż. Wojciecha Malajkata. W 2012 wystąpił gościnnie we wrocławskim Teatrze Muzycznym „Capitol” jako Piotr w produkcji Ja, Piotr Rivière, skorom już zaszlachtował siekierom swoją matkę, swojego ojca, siostry swoje, brata swojego i wszystkich sąsiadów swoich (2012) w reż. Agaty Dudy-Gracz. W warszawskim Teatrze Kamienica grał Arthura Spendera w komedii Hiszpańska mucha, czyli erotyczna komedia omyłek Jamesa Lee Astora (2013) w reż. Jakuba Przebindowskiego, Eryka Słonia, animatora całego systemu oszustw w farsie ZUS, czyli Zalotny Uśmiech Słonia Michaela Cooneya (2014) i knującego intrygę męża Filipa w komedii Niespodzianka (2019) – obie w reż. Emiliana Kamińskiego. W 2015 zdobył indywidualną nagrodę aktorską za rolę Fedyckiego w Ich czworo Gabrieli Zapolskiej w reż. Małgorzaty Bogajewskiej w łódzkim Teatrze Jaracza w Konkursie na Inscenizację Dawnych Dzieł Literatury Polskiej „Klasyka Żywa” w Warszawie. W latach 2015–2019 występował gościnnie w Teatrze im. Adama Mickiewicza w Częstochowie w roli Colina w przedstawieniu Trener życia w reż. Wojciecha Malajkata.

### Kariera ekranowa
Na kinowym ekranie debiutował w dramacie Mariusza Trelińskiego Egoiści (2000). Następnie wystąpił w roli Jakuba Korpalskiego w telenoweli Czułość i kłamstwa (2000).
Po występie w dramacie telewizyjnym Biała sukienka (2003), pojawił się w serialach, w tym Lokatorzy (2003) i Na dobre i na złe (2004). Zagrał Józka w dramacie biograficznym stacji telewizyjnej Hallmark Channel, Karol. Człowiek, który został papieżem (Karol, un uomo diventato Papa, 2005), dziennikarza w serialu Samo życie (2005–2007), błyskotliwego, przebiegłego i inteligentnego Łukasza Wrońskiego, narzeczonego Julii Choroszyńskiej w serialu Egzamin z życia (2005–2007), czarny charakter, byłego żołnierza, który wraca do Polski i fałszuje pieniądze rozprowadzane po kantorach w serialu Fałszerze – powrót Sfory (2006), Włocha tracącego pamięć w serialu Kryminalni (2006) oraz fotografa Marka Blekickiego, chłopaka Mai (Małgorzata Kożuchowska) w Tylko miłość (2007–2009).
Był uczestnikiem ósmej edycji programu rozrywkowego TVN Taniec z gwiazdami (2008) i gościem świątecznego wydania Szansy na sukces (2011).
W 2019 włączył się w akcję społeczną Fundacja Faktu i serwisu internetowego Plejada.pl „Zdrowie jest męskie”, biorąc udział w sesji zdjęciowej do kalendarza na rok 2020.

## Życie prywatne
Związany z Martą Dąbrowską, córką byłego ministra kultury Waldemara Dąbrowskiego. Mają syna, Jana (ur. 2018).

## Filmografia
- 1999–2000: Czułość i kłamstwa - Jakub, syn profesora Konopki i Mai
- 2000: Egoiści - chłopak na wieczorze kawalerskim Młodego
- 2002: Samo życie - chłopak (odc. 44 i 45)
- 2003: Biała sukienka – ateista Maciek
- 2003: Lokatorzy - barman Rafał (odc. 143)
- 2003–2005: Sprawa na dziś - Adam, narzeczony zabitej dziewczyny
- 2004: Na dobre i na złe - Szymon Rajewski (odc. 189)
- 2004: Karol. Człowiek, który został papieżem - Józek, przyjaciel Karola Wojtyły
- 2005: Wiedźmy - Fabio Tarozzi, szef Agaty (odc. 8)
- 2005: Pensjonat pod Różą - adwokat Marek Pasternak, nieślubny syn Witolda Szymańskiego
- 2005–2006: Tango z aniołem - Filip Gans, adwokat
- 2005–2007: Samo życie - Tomasz Popławski, dziennikarz w redakcji gazety „Samo Życie”
- 2005–2008: Egzamin z życia - Łukasz Wroński
- 2006: Kryminalni - Marcello Rossi (odc. 54)
- 2006: Fałszerze – powrót Sfory - Fotasiewicz „Fota”
- 2006: Apetyt na miłość - doktor Paweł Kroenke
- 2007: Niania - patologiczny kłamca (odc. 84)
- 2007–2009: Tylko miłość - Marek Blekicki, fotograf
- 2008: Rozmowy nocą - Max
- 2009: Sprawiedliwi - Maurycy Kohn
- 2010: Śniadanie do łóżka - znajomy Marty
- 2010: Ratownicy - facet z limuzyny
- 2010: Ojciec Mateusz - Łukasz Kołtun vel Jaworski (odc. 43)
- 2010: Nowa - Robert Miras (odc. 8)
- 2010: Czas honoru - bojownik żydowski Moryc
- 2010: Apetyt na życie - Robert (odc. 1,2,7)
- 2010–2011: Prosto w serce - Sebastian Zadworny
- 2011: Rezydencja - Łukasz Podhorecki, brat Marka
- 2011–2012: M jak miłość - Artur
- 2011: Hotel 52 - Tymon (odc. 30)
- 2012: Komisarz Alex - Leszek Duda (odc. 14)
- 2012: Ixjana - Marek Newski
- 2012: Piąty stadion - Czarnogórzec (odc. 74)
- 2013: Tajemnica Westerplatte - Antoni Trela
- 2013–2017: Barwy szczęścia - doktor Adrian Świderski
- 2014: Prawo Agaty - adwokat Czesława (odc. 76)
- 2015: Prokurator - Robert Stanosz (odc. 8)
- 2016: Ojciec Mateusz – Filip Rokitnowski, syn Jeremiego (odc. 194)
- 2017: Przyjaciółki – Marcin (odcinki: 104-107)
- 2017: O mnie się nie martw – Albert (odc. 70)
- 2017: Na dobre i na złe – Karol Voit (odc. 679)
- 2018: W rytmie serca – Marek Matysiak (odc. 22)
- 2019–2024: Leśniczówka – leśniczy Konrad Lesiński
- 2021: Mecenas Porada – kierowca Roman Zawadka (odc. 3)
- 2022: Herkules – Leszek, ojciec Kazia (odc. 2, 8)
- 2023: Różne drogi do świętości – Rafał Hubicki, lider ''Nowej Polski''
- 2023: Rafi – Wiktor Borkowski (odc. 10)
- 2024: Komisarz Alex – prokurator Konrad Szymala (odc. 274)